# قائمة مواقع التراث العالمي في الأردن

قائمة مواقع التراث العالمي في الأردن هي قائمةٌ بمعالم ومواقع التراث العالمي التي تقع ضمن حدود المملكة الأردنيّة الهاشميّة، والتي لها قيمة عالميّة متميّزة وأهميّة للتراث الثقافي أو الطبيعي أو لكليهما معًا كما هو مُوضَّح في اتفاقيّة حماية التراث العالمي الثقافي والطبيعي لعام 1972. تُرشِّح لجنة التراث العالمي التابعة لمنظمة الأمم المتحدة للتربية والعلم والثقافة (يونسكو) تلك المواقع وتنظر في ملف ترشيحها، لتُدرَج ضمن قائمة مواقع التراث العالمي بناءً على معايير عديدة. كما تنقسم هذه القائمة إلى قائمة رئيسة وقائمة إرشاديّة مؤقّتة.
أُدرِجت أولى مواقع التراث العالمي في الأردن في اجتماع الدورة التاسعة للجنة التراث العالمي الذي عُقِد في باريس في عام 1985. وقد سُجِّل للأردن حتى عام 2024 سبعة مواقع في القائمة الرئيسة للائحة التراث العالمي وهي: البتراء (1985)، قُصير عمرة (1985)، أم الرصاص (2004)، وادي رم (2011)، المغطس (2015)، السلط (2021)، وأم الجمال (2024)، وصُنِّف أغلبها ضمن الفئة الثقافيّة، بينما صُنِّف موقع واحد منها ضمن الفئة المُختلطة، كما سُجِّل أربعة عشر موقعًا في القائمة الإرشاديّة المؤقّتة لمواقع التراث العالمي الأردنيّة. بالإضافة إلى ذلك، تضم قائمة التراث الثقافي غير المادي في الأردن خمسة مواضيع تعبّر عن تراث المجتمع الأردني ذو الصِّبغة الثقافيّة.
بادر الأردن في عام 1981 بتسجيل بلدة القدس القديمة وأسوارها في فلسطين على لائحة مواقع التراث العالمي، وقد وافقت لجنة التراث العالمي على الطلب الأردني.

## لمحة تاريخية

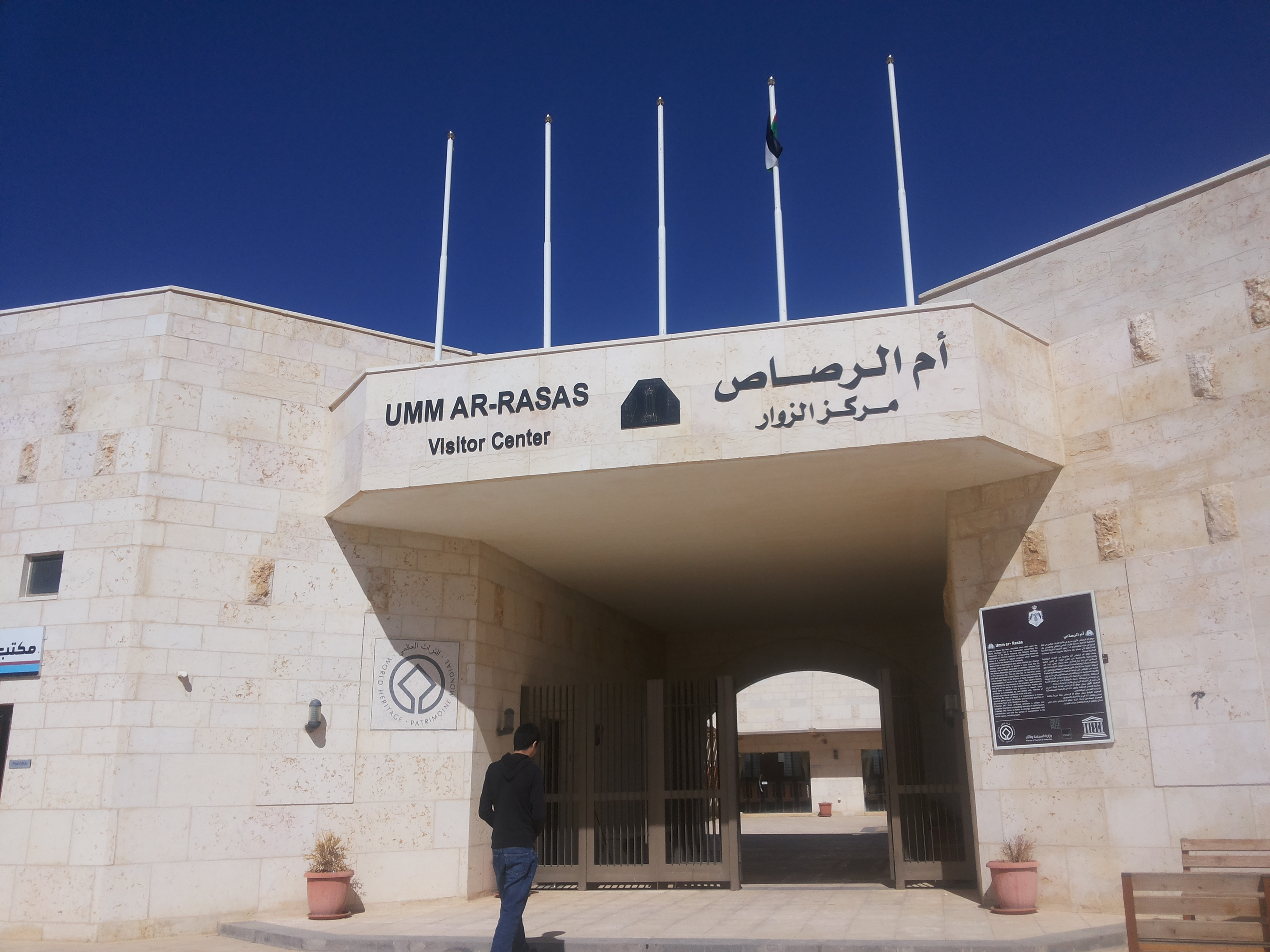
لوحة موقع التراث العالمي في أم الرصاص منذ إدراج الموقع عام 2004.

انضم الأردن إلى اليونسكو في 14 حزيران/ يونيو 1950. كما أصبح مكتب عمّان في عام 1986 المكتب الإقليمي للتعليم والعلوم والاتصالات، ثم المكتب الإقليمي لليونسكو في مجال الثقافة والاتصال في عام 1996، ثم المكتب الوطني للأردن في عام 2000. في عام 2019؛ أفتتح المجلس العالمي للمعالم والمواقع (إيكوموس) - فرعًا له في الأردن، وذلك لدعم وتعزيز الحفاظ على التراث الثقافي الأردني الوطني وإدارة إستمراريّته. من جانب آخر، عمل الأردن خلال العقود الماضية على إصدار العديد من التشريعات والقوانين المُتعلِّقة بحماية الآثار والتراث، كان من أهمها قانون الآثار رقم 21 لسنة 1988 والقانون المُعَدَّل رقم 23 لسنة 2004، وهما من اختصاص دائرة الآثار العامّة الأردنيّة المؤسَّسة منذ عام 1923.
صادق الأردن على اتفاقيّة حماية التراث العالمي الثقافي والطبيعي (1972) في يوم الإثنين 5 أيّار/ مايو 1975. كما كان عضوًا في لجنة التراث العالمي في الأعوام 1981 و1982 و1983 و1985 و1986 و2008 و2009 و2010 و2011. كانت بلدة القدس القديمة وأسوارها الترشيح الأول الذي تقدّمه الحكومة الأردنيّة لمواقع التراث العالمية، وقُبِل في 16 كانون الأول/ ديسمبر 1981، لأنَّ المدينة كانت تحت الإدارة الأردنيّة قبل الاحتلال في حرب 1967. وقد وُضِع الموقع على قائمة مواقع التراث العالمي المعرضة للخطر في عام 1982.
رُشِّحت العديد من المواقع الأردنيّة منذ عام 1985، أُدرِجت سبعة مواقع منها على قائمة التراث العالمي منذ ذلك الحين، في حين تأجَّل ترشيح عدد آخر لأسباب مختلفة، كما سُحِب عدد قليل من المواقع من القائمة الإرشاديّة، كما حدث مع ملف مدينة الكرك القديمة، أو اُستبدِل بترشيحات أخرى. من ناحية أخرى، اختير أحد مواقع التراث العالمي في الأردن وهي البتراء، ليكون أحد عجائب الدنيا السبع الجديدة عام 2007. كما رَشَّح الأردن موقع البحر الميت عام 2011 ليكون أحد عجائب الدنيا الطبيعيّة في نطاق البحيرات.

## خريطة المواقع
| البتراء وادي رم المغطس أم الرصاص قصير عمرة السلط بيلا جرش أم الجمال الحرة الأردنية الأزرق محمية ضانا وادي الموجب أبيلا القسطل جدارا قصر المشتى قصر بشير قلعة الشوبك ملاذ أجيوس لوط محمية فيفا الكرك القدس محمية العقبة البحرية مواقع التراث العالمي في الأردن. مواقع مسجلة ضمن التراث العالمي · مواقع على القائمة المؤقتة · مواقع رامسار للأراضي الرطبة · مواقع مشتركة بين القائمة المؤقتة للتراث العالمي ومواقع رامسار · مواقع سابقة على القائمة المؤقتة · مواقع مُقترحة من قبل الأردن |

## المواقع المدرجة
يُمكن فرز الجدول وفقًا للعمود عن طريق النقر فوق  أعلى العمود المناسب: أبجديًا لأعمدة الاسم والمساحة والسنة؛ تبعًا للحالة لعمود الموقع ولنوع المعايير لعمود المعايير.
الاسم؛ اسم الموقع كما أدرجته لجنة التراث العالمي.
الموقع؛ اسم المدينة أو المحافظة أو المقاطعة أو الإقليم أو الدولة، بالإضافة إلى إحداثيّات الموقع.
الفئة؛ فئة الموقع سواءً كان ثقافيًا أو طبيعيًا أو مختلطًا.
المعايير؛ المعايير الثقافيّة أو الطبيعيّة التي تُعطي للموقع أهميّة عالميّة مُميَّزة، وعددها عشرة معايير: ستة معايير ثقافيّة وأربعة معايير طبيعيّة.
المساحة؛ مساحة الموقع بالهكتار بمقتضى ما هو مُدرَج على الموقع الرسمي لمركز التراث العالمي. أحيانًا تُذكر أيضًا مساحة المنطقة العازلة المُحيطة بالموقع بين قوسين.
المرجع؛ الرقم المرجعي للموقع كما أدرجته لجنة التراث العالمي.
سنة التسجيل؛ السنة التي أُدرج الموقع في قائمة التراث العالمي. بالنسبة للقائمة الإرشاديّة المؤقتة، تُكتب سنة تقديم الموقع.
الملاحظات؛ معلومات موجَزة عن الموقع، بما في ذلك أسباب تعرّض الموقع للخطر، إن أمكن.
| الصورة | الاسم                                 | الموقع                                                       | الفئة | المعايير      | المساحة (هكتار)  | المرجع | سنة التقديم | ملاحظات |
| ------ | ------------------------------------- | ------------------------------------------------------------ | ----- | ------------- | ---------------- | ------ | ----------- | --- |
|        | البترا                                | محافظة معان 30°19′50″N 35°26′36″E / 30.33056°N 35.44333°E    | ثقافي | (i)(iii)(iv)  | 26,171           | 326    | 1985        | مدينة أثريّة وتاريخيّة تشتهر بعمارتها المنحوتة بالصخور ونظام قنوات جر المياه القديمة. اُطلق عليها قديماً اسم "سلع". كما سُميت "المدينة الورديّة" نسبة لألوان صخورها الملتوية. |
|        | قُصَير عمرة                             | محافظة الزرقاء 31°48′7″N 36°35′9″E / 31.80194°N 36.58583°E   | ثقافي | (i)(iii)(iv)  | 0.0445           | 327    | 1985        | شُيِّد القصر في عهد الخليفة الوليد بن عبد الملك في القرن الثامن الميلادي ولا زال في حالة إنشائيّة جيدة. نُفِّذت الرسوم التي يتميز بها القصر عن طريق إكساء الجدران بطبقة من الجص ومن ثم الرسم بالألوان المائية.                                                                     |
|        | أم الرصاص                             | محافظة مادبا 31°30′6″N 35°55′14″E / 31.50167°N 35.92056°E    | ثقافي | (i)(iv)(vi)   | 90               | 1093   | 2004        | مدينة تاريخيّة، اُطلق عليها اسم "كاسرتون ميفعة" كما ورد في نص باللغة اليونانية ضمن فسيفساء تعود إلى العصر الأموي. أسّسها الرومان كمعسكرات في البدء من أجل تثبيت النفوذ وحماية طرق التجارة.                                                                                     |
|        | محميّة وادي رم الطبيعيّة                | محافظة العقبة 29°38′N 35°26′E / 29.633°N 35.433°E            | مختلط | (iii)(v)(vii) | 59,176.9         | 1377   | 2011        | وادي سياحي يقع في منطقة حسمى في جنوب الأردن. يمتاز بوجود الجبال الشاهقة نسبيًا فيه، ففيه أعلى القمم الجبلية في جنوب بلاد الشام وهما: جبل أم الدامي وجبل رام. عُثر في الموقع على 25000 منحوتة صخرية و20000 نقش على الصخور.                                                     |
|        | المغطس                                | محافظة البلقاء 46°35′N 31°50′E / 46.583°N 31.833°E           | ثقافي | (iii)(iv)(vi) | 294.1550         | 1446   | 2015        | يُعَد الموقع، وفقا للديانة المسيحيّة، المكان الذي تعمّد به المسيح على يد يوحنا المعمدان. ويقع شرق نهر الأردن. كما رُشِّح موقع الشرائع، المقابل له على الضفّة الغربيّة للنهر، ضمن القائمة المؤقّتة لمواقع التراث العالمي الفلسطينيّة في عام 2015 كذلك (مرجع 6155).                      |
|        | السلط: مدينة التسامح والضيافة الحضريّة | محافظة البلقاء 32°02′21″N 35°43′33″E / 32.03917°N 35.72583°E | ثقافي | (ii)(iii)     | 24.68 (71.12)    | 689    | 2021        | يشتمل قلب الموقع الحضري للسلط على ما يقرب من 650 معلمًا تاريخيًا مهمًا يعرض مزيجًا من الفن الحديث الأوروبي جنبًا إلى جنب مع الأسلوب المعماري المحلي. كما يعبّر التراث اللامادي للمدينة عن التسامح بين المسلمين والمسيحيين الذين طوروا تقاليد الضيافة فيها.                        |
|        | أم الجمال                             | محافظة المفرق 32°19′39″N 36°22′02″E / 32.32750°N 36.36722°E  | ثقافي | (iii)         | 42.584 (258.722) | 1721   | 2024        | تقع أم الجمال القديمة في سهل حوران الجنوبي، ضمن منطقة البادية في شمال الأردن، وهو سهل من البازلت نشأ عن ثورات بركانيّة ما قبل التاريخ من منحدرات جبل العرب وعلى الطريق الروماني ترايانا نوفا الذي بُني خلال حكم الامبراطور تراجان، وتضم آثارًا نبطيّة ورومانيّة وبيزنطيّة وأمويّة. |

## القائمة الإرشادية المؤقتة
تطرح الدول الأعضاء في اليونسكو، بالإضافة إلى قائمة المواقع المُدرَجة في قائمة التراث العالمي، قائمةً بالمواقع المؤقتة المُحتمل إضافتها إلى القائمة. ولا تُقبَل الترشيحات لإدراج المواقع في قائمة التراث العالمي إلاّ إذا كانت مُرشّّحة في القائمة المؤقّتة. بلغ عدد المواقع الأردنيّة المُرشَحة في القائمة المؤقّتة حتى عام 2021 أربعة عشر موقعًا هي:

### القائمة الحالية
| الصورة | الاسم                                         | الموقع                                                                   | الفئة | المعايير           | المساحة (هكتار) | المرجع | سنة التقديم | ملاحظات |
| ------ | --------------------------------------------- | ------------------------------------------------------------------------ | ----- | ------------------ | --------------- | ------ | ----------- | --- |
|        | القسطل (مستوطنة)                              | محافظة العاصمة 31°44′46″N 35°56′23″E / 31.74611°N 35.93972°E             | ثقافي | (i)(iii)(iv)       | ---             | 1550   | 2001        | مُستوطنة أثريّة تحوي قصرًا ومجمّعًا أمويًّا يضم واحدة من أقدم المآذن في العالم حتى الآن. كانت بالأصل حصنًا رومانيًّا ومن ثم بيزنطيًّا، إذ تضم المنطقة بعض الآثار من تلك الحقبة. |
|        | ملجأ أجيوس لوط بدير عين عباطة                 | محافظة الطفيلة 30°59′58″N 35°30′12″E / 30.99944°N 35.50333°E             | ثقافي | (i)(iii)(iv)       | ---             | 1551   | 2001        | يقع هذا الدير البيزنطي في الطرف الجنوبي الشرقي للبحر الميت على مُنحدر جبلي شديد الانحدار يطلّ على منطقة الصافي. يتكوّن من مجمّع رهباني يتمثّل ببازيليكا ثلاثيّة الطبقات مبنيّة حول كهف طبيعي. اعتقد المسيحيّون الأوائل أنه المكان الذي لجأ إليه لوط وبناته بعد تدمير سدوم. علمًا أن الكنيسة مُزيَّنة بأرضيّات فسيفساء منقوش عليها باليونانيّة ومؤرَّخة في 606 و691.                         |
|        | قلعة الشوبك                                   | محافظة معان 30°31′56″N 35°33′30″E / 30.53222°N 35.55833°E                | ثقافي | (i)(iii)(iv)       | ---             | 1552   | 2001        | تقع قلعة الشوبك أو مونتريال الصليبيّة على بعد حوالي 25 كم شمال البتراء. وقد شُيدت على قمة تل مخروطي من قبل الملك بالدوين الأول عام 1115 بهدف السيطرة على الطريق الصحراوي الذي تتنقَّل عبره القوافل بين سوريا ومصر. وسَّع الأيّوبيّون والمماليك القلعة بشكل كبير لاحقًا. |
|        | قصر بشير (حصن روماني)                         | محافظة الكرك 31°22′47″N 36°02′12″E / 31.37972°N 36.03667°E               | ثقافي | (i)(iii)(iv)       | ---             | 1553   | 2001        | يقع القصر على بعد حوالي 80 كم إلى الجنوب من عمّان. وهو حصن رومانيّ محفوظ جيدًا بشكل ملحوظ. |
|        | بيلّا (طبقة فحل الحديثة)                       | محافظة إربد 32°27′01″N 35°36′08″E / 32.45028°N 35.60222°E                | ثقافي | (i)(iii)(iv)       | ---             | 1554   | 2001        | تُعَد بيلّا أو طبقة فحل نموذجًا للعديد من العوامل التي شكّلت التاريخ البشري في أرض الأردن: الجغرافيا والمناخ، وطرق الاتصال، والتجارة الإقليمية والدولية، وتوفر الأراضي الصالحة للزراعة، المياه والموارد الحيوانيّة. كانت بيلا مأهولة بالسكان دون انقطاع منذ ستة آلاف عام، إلاّ أن معظم المباني الموجودة حاليًا تعود إلى الفترات الرومانيّة والبيزنطيّة والإسلاميّة الوسطى.             |
|        | قصر المُشتّى                                    | محافظة العاصمة 31°44′17″N 35°00′37″E / 31.73806°N 35.01028°E             | ثقافي | (i)(iii)(iv)       | ---             | 1555   | 2001        | يقع القصر قرب مطار الملكة علياء الدولي، ويُعَد أكبر القصور الأمويّة في الأردن، وهو مُلفت للنظر بسبب الطوب البرتقالي اللون المستخدم في بنائه. أُرسلت معظم منحوتات القصر المُزخرفة إلى برلين في مطلع القرن العشرين كهدية من السلطان العثماني عبد الحميد إلى القيصر فيلهلم، ويُمكن اليوم رؤية واجهة القصر الأصليّة في متحف بيرغامون.                                                   |
|        | أبيلا (قويلبة الحديثة)                        | محافظة إربد 32°41′37″N 35°50′38″E / 32.69361°N 35.84389°E                | ثقافي | (i)(iii)(iv)       | ---             | 1557   | 2001        | مدينة أثريّة كانت تتبع حلف الديكابولس الذي يضم عشر مدن رومانية تقع اليوم في بلاد الشام. |
|        | جدارا (أم قيس الحديثة)                        | محافظة إربد 32°39′23″N 35°40′35″E / 32.65639°N 35.67639°E                | ثقافي | (i)(iii)(iv)       | ---             | 1558   | 2001        | تُعَد مدينة جدارا القديمة، التي تعود إلى الفترة الكلاسيكيّة، إحدى مدن حلف الديكابولس. يحوي الموقع الواسع على العشرات من الآثار القائمة والتي لا تزال مدفونة، وتشمل العديد من المقابر المنحوتة في الصخر بزخارف معماريّة وواجهات ونقوش يونانيّة، ومسارح وكنائس وطرق. تضم المنطقة أيضًا قرية عثمانيّة متأخرِّة بُنيت من أحجار قديمة.                                                     |
|        | مدينة جرش الأثريّة (مُلتقى الشرق والغرب القديم) | محافظة جرش 32°16′56″N 35°53′32″E / 32.28222°N 35.89222°E                 | ثقافي | (iii)(iv)          | ---             | 1856   | 2004        | تُعتَبر جراسا أو جرش إحدى مدن حلف الديكابولس، ومن أكثر المدن الرومانيّة المُحافظ عليها في العالم حتى اليوم. تضم آثارًا عديدة من الفترة الكلاسيكيّة، كالمُدرّجات والبوّابات والطرق المرصوفة والمعابد وميدان ركوب الخيل وسبيل الحوريّات وساحة الندوة البيضاويّة وغيرها. |
|        | محميّة ضانا للمحيط الحيوي                      | محافظة الطفيلة 30°41′50″N 35°34′47″E / 30.69722°N 35.57972°E             | مختلط | (iv)(vii)(viii)(x) | 100             | 5155   | 2007        | تبلغ مساحة المحمية حوالي 300 كيلومتر مربع. وهي عبارة عن مجموعة من الجبال والأودية تمتد من أعلى الوادي المتصدِّع الشرقي إلى الأراضي الصحراويّة المنخفضة في وادي عربة، مع انخفاض بالارتفاع يزيد عن 1600 متر عبر المحميّة. |
|        | الأزرق                                        | محافظة الزرقاء 31°49′58″N 36°49′15″E / 31.83278°N 36.82083°E             | مختلط | (iv)(v)(x)         | ---             | 5156   | 2007        | أُنشئت محمية الأزرق للأراضي الرطبة عام 1978 بمساحة 12 كم2. تُعتبر أرضًا فريدة من نوعها كونها تقع في قلب الصحراء الأردنيّة القاحلة. تحتوي على عدة برك ومستنقعات غمرتها المياه موسميًا، بالإضافة إلى مسطحات طينية كبيرة. تزور المنطقة مجموعة مُتنوِّعة من الطيور كل عام. |
|        | محميّة وادي الموجب                             | محافظة الكرك، محافظة مادبا 31°28′18″N 35°46′54″E / 31.47167°N 35.78167°E | طبيعي | (vii)(viii)        | ---             | 5158   | 2007        | تقع المحمية بمحاذاة البحر الميت، وهو أخفض نقطة على وجه الأرض. وتنحصر في محافظتين: مادبا والكرك. تبلغ مساحتها حوالي 220 كيلومتر مربع. |
|        | الحَرّة الأردنيّة                                | محافظة المفرق 31°56′55″N 37°13′03″E / 31.94861°N 37.21750°E              | ثقافي | (iii)(v)           | ---             | 6425   | 2019        | تمتد هذه المنطقة الصحراويّة البازلتيّة من جنوب سوريا عبر شمال شرق الأردن إلى شمال السعودية. تمتلئ الحرّة بعدد كبير من النقوش الصفائية، والكتابات التي نحتها البدو القدماء بين القرن الأول قبل الميلاد والقرن الرابع الميلادي. هناك أيضًا الآلاف من الرسوم الصخريّة للحيوانات البريّة والمعارك، والصيد، والتي تعود إلى عصور ما قبل التاريخ، بالإضافة إلى النقوش الإسلاميّة المبكرة. |
|        | محميّة العقبة البحريّة                          | محافظة العقبة 46°35′N 31°50′E / 46.583°N 31.833°E                        | طبيعي | (ix)(x)            | ---             | 6630   | 2023        | تُعد المحميّة مثالًا استثنائيًا على موقع يحتضن نظامًا بيئيًا للشعاب المرجانيّة ذات التنوّع الحيوي العالي بسبب موقعها الجغرافي داخل خليج العقبة. تحتوي على 157 نوعًا من الشعاب المرجانيّة البانية، و120 نوعًا من المرجان اللين، و500 نوع من الأسماك، و1000 نوع من الرخويات؛ كما تحمل المحمية أهمية علمية كبيرة كموطن لأنواع مهددة بالانقراض.                                            |

### القائمة السابقة
تضم القائمة الإرشاديّة المؤقّتة في الأردن مواقع سابقة منذ عام 1985. أُجِّل ترشيح جزء من تلك المواقع من قبل لجنة التراث العالمي أو استبدل لاحقًا، بسبب عدم جاهزيّة ملفّات الترشيح، كما حصل مع موقعيّ جرش والسلط القديمتين، وقد برّرت اللجنة قرارها تأجيل ترشيح الموقع الأول بضرورة انتظار توفّر معلومات عن حدود واضحة للموقع وخطّة إدارة له وتأكيدات بخصوص سياسة استعادة الترميمات، والتي يجب أن تكون متوافقة مع المعايير المقبولة عالميًا. بينما شهد الموقع الثاني، الذي استُبدل بمقترح آخر، مشاريع تأهيل تراثيّة سابقة تجاهلت السياق الحضري للمدينة، مكانيًا وثقافيًا، مما أدى إلى معالجات ثانويّة ضمن مسارات معيّنة دون غيرها.
من جهة أخرى، سُحِب من القائمة الإرشاديّة عددٌ آخر من المواقع، مثل بيلا (طبقة فحل الحديثة) ومدينة الكرك القديمة. إلاّ أن الأخيرة لم يُعَاد ترشيحها مرّة أخرى لاحقًا، بعكس المواقع الأخرى، لأن لجنة التراث العالمي قرّرت أن موقع الكرك، تحديدًا قلعتها الصليبيّة، لا ينبغي أن يكون موقعًا مُدرجًا على لائحة التراث العالمي لليونسكو. وقد برّرت ذلك القرار بوجود أمثلة أكثر تمثيلاً للقلاع الصليبيّة. ويرجع ذلك جزئيًا إلى أن القلعة ليست في أفضل حالة، كما أن هناك أمثلة متعددة للقلاع الصليبيّة في الأردن في حالة أفضل، وهو ذات السبب لرفض ترشيح موقع بيلا عام 1985، والتي أُعيد ترشيحها مرّة أخرى في عام 2001، وتوجد أمثلة أخرى أكثر تمثيلاً للحقب التاريخيّة التي يمثلّها الموقع، والذي يحوي آثارًا من العصر الحجري الحديث واليوناني والروماني والأموي والمملوكي.
| الصورة | الاسم                                                                     | الموقع                                                       | الفئة | المعايير | المساحة (هكتار) | المرجع       | سنة التقديم | ملاحظات |
| ------ | ------------------------------------------------------------------------- | ------------------------------------------------------------ | ----- | -------- | --------------- | ------------ | ----------- | --- |
|        | الكرك                                                                     | محافظة الكرك 31°10′50″N 35°42′05″E / 31.18056°N 35.70139°E   | ثقافي |          | ---             | 5158         | 1985        | رُشِّح ملف مدينة الكرك القديمة ضمن القائمة الإرشادية الموقّتة عام 1985، إلاّ أنه سُحِب في العام نفسه. |
|        | الانتقائيّة العربيّة - تأسيس وتطوّر مدرسة معماريّة في مدينة السلط (1860-1925) | محافظة البلقاء 32°02′21″N 35°43′33″E / 32.03917°N 35.72583°E | ثقافي | (ii)(iv) | ---             | 1855 ثم 6012 | 2004 - 2015 | شهدت مدينة السلط في القرن التاسع عشر، عندما كانت جزءًا من الدولة العثمانيّة، تطوّرًا لحركة أو مدرسة معماريّة كانت نتيجة العمل الرائد لحرفييّ الحجر الذين هاجروا إلى السلط من نابلس المجاورة. شكّلت الأعمال المعماريّة التي انبثقت عن هذه المدرسة الهويّة الجديدة لما أصبح (في أقل من خمسين عامًا) العاصمة الأولى للدولة الأردنيّة حديثة الولادة (1921). استُبدل الترشيح بمقترح آخر هو "السلط: مدينة التسامح والضيافة الحضريّة" (المرجع 689). |

## مواقع مقترحة من قبل الأردن
تضم لائحة التراث العالمي موقعًا واحدًا مُقتَرَحًا مِن قِبَل الأردن، وهو بلدة القدس القديمة وأسوارها في فلسطين، إذ بادرت الحكومة الأردنيّة عام 1981 إلى ترشيح هذا الموقع على اللائحة، كما رشّحته على قائمة التراث العالمي المُعرّض للخطر عام 1982، وقد وافقت لجنة التراث العالمي على الطلب الأردني بموجب قرار لها آنذاك. علمًا أن الجزء الشرقي من القدس (بما فيه بلدتها القديمة) كان تحت الإدارة الأردنيّة بين عاميّ 1950 و1967، كما شهدت المدينة العديد من حملات الإعمار الأردنيّة ودورًا تاريخيًا للأردن ضمن ما يُعرف باسم الوضع الراهن.
لا يُدرج الموقع تحت تصنيف أي من الدول الأطراف، بما فيها الأردن، ويُعتَبر من المواقع التي لم يُحدد وضعها الإقليمي لها، مع أنه يقع ضمن الأراضي الفلسطينيّة المُحتَلَّة. كما صُنف ضمن منطقة «الدول العربية» تحت اسم «القدس: موقع مُقتَرَح من قِبَل الأردن». يُشار إلى أن اسم مدينة القدس يظهر ثلاث مرات على الموقع الرسمي لمركز التراث العالمي التابع لليونسكو: الأولى على صفحات قائمة التراث العالمي الرسميّة، والثانية على صفحة قائمة التراث العالمي المُعرّض للخطر، والثالثة على صفحة قائمة مواقع التراث العالمي في إسرائيل، حيث أضافت إسرائيل اقتراحًا إلى قائمتها المؤقّتة في عام 2000 يُسمَّى «القدس»، وذلك من أجل توسيع الموقع ليشمل منطقة جبل صهيون. لم تقدِّم إسرائيل هذا الاقتراح بعد إلى لجنة التراث العالمي، لأن مفاوضات غير رسميّة جرت من أجل تأخير التقديم بسبب مُعارضة اليونسكو.(2)
| الصورة | الاسم                       | الموقع                                                     | الفئة | المعايير      | المساحة (هكتار) | المرجع | سنة التسجيل | ملاحظات                                                                                              |
| ------ | --------------------------- | ---------------------------------------------------------- | ----- | ------------- | --------------- | ------ | ----------- | --- |
|        | بلدة القدس القديمة وأسوارها | محافظة القدس 31°56′16″N 35°05′25″E / 31.93778°N 35.09028°E | ثقافي | (iii)(ii)(vi) | 90              | 148    | 1981        | موقع مُقتَرح من قِبَل الأردن عام 1981، وموضوع على لائحة مواقع التراث العالمي المُعرَّضة للخطر منذ عام 1982. |

## التراث غير المادي
لا يقتصر التراث، وفقاً لليونسكو، على المعالم الثقافيّة أو الطبيعيّة، وإنمّا يشمل أيضًا التقاليد والممارسات ومظاهر التعبير والمعارف والمهارات المرتبطة بإنتاج الصناعات الحرفيّة التقليديّة، وهو ما يُعرف بالتراث الثقافي اللامادي. تقوم اللجنة الدوليّة الحكوميّة لصون التراث الثقافي غير المادي بصياغة توصيات بشأن التدابير الرامية إلى صون هذا التراث، وتتولى أيضًا دراسة الطلبات التي تقدّمها الدول الأطراف، بما فيها الأردن، لإدراج عناصر من التراث غير المادي في القوائم والمُقترحات الخاصّة بالبرامج والمشروعات.
صادق الأردن على اتفاقيّة حماية التراث الثقافي غير المادي (2003) في 24 آذار/ مارس 2006. تهدف هذه الاتفاقيّة إلى صون التراث غير المادي ودعم الجماعات والممارسين فيما يخص ممارساتهم الثقافية المعاصرة. ويعمل الأردن منذ تأسيس مديريّة التراث في عام 2010 التابعة لوزارة الثقافة الأردنيّة على حفظ وتوثيق هذا النوع من التراث الثقافي العالمي من خلال أقسامها المتعددة، إذ تضم المديريّة قسمًا للأنشطة التراثيّة، وقسمًا للبحث والتوثيق، وقسم المكتبة التراثيّة. كما أطلقت الوزارة مؤخرًا حملة وطنيّة لحفظ هذا التراث اللامادي.
تضم قائمة التراث اللامادي في الأردن خمسة مواضيع تعبِّر عن ثقافة المجتمع الأردني:
| الصورة | الاسم                                                          | المرجع           | سنة التسجيل | ملاحظات |
| ------ | -------------------------------------------------------------- | ---------------- | ----------- | --- |
|        | المجال الثقافي لبدو البتراء ووادي رم                           | 00122            | 2008        | تحيي المجتمعات البدوية التي تقطن وادي رم والبتراء ثقافة رعوية تقليدية ومهارات أخرى ترتبط بها. أمّا أساطير البدو الحافلة بالأحداث والمغامرات، فتظهر من خلال أشكال مختلفة من التعبير الشفوي الذي يشمل الشعر والحكايات الشعبية والأغاني المرتبطة إرتباطاً وثيقاً بمناطق محددة وبتاريخ تلك المجتمعات.                                                                                            |
|        | السامر في الأردن                                               | 01301            | 2018        | يُمارَس السامر في مناطق عديدة من الأردن، ويتألف أساسًا من الرقص والغناء، ويؤدى في مناسبات مختلفة، غالبًا أثناء مراسم الزواج. يتضمن الأداء أدوارًا مُحدّدة لأشخاص معينين، بالإضافة إلى الحاشي المرافق الذي تمارسه النساء من أقارب الداعين. تشكّل الألفاظ الشعريّة التي تنطق في أثناء الأداء جزءًا لا يتجزأ من التقليد. تعمل ممارسة السامر على ترسيخ الروابط الاجتماعية.                              |
|        | نخيل التمر: المعارف والمهارات والتقاليد والممارسات (1)         | 01509            | 2019        | ارتبط نخيل التمر بالسكان المحليين للمنطقة العربية لعدة قرون، وكان بمثابة مصدر للعديد من الحرف والمهن والتقاليد الاجتماعية والثقافية والعادات والممارسات، وكشكل رئيسي من أشكال التغذية. يشمل الممارسون أصحاب مزارع نخيل التمر، والمزارعين، والحرفيين الذين ينتجون المنتجات التقليدية باستخدام أجزاء مختلفة من شجرة النخيل، وتجار التمر، وفناني الحكايات والقصائد الفولكلورية المرتبطة بها. |
|        | الخط العربي: المعرفة والمهارات والممارسات (1)                  | ---[وصلة مكسورة] | 2022        | |
|        | المنسف في الأردن: وليمة احتفالية ومعانيها الاجتماعية والثقافية | 01849            | 2022        | يُعتبر المنسف أحد أشهر الوجبات في الأردن ومنطقة بادية الشام، وله رمزيّة تاريخيّة لدى الأردنيين. |

## حواش
- 1 ترشيح متعدد الجنسيات قدمته، إلى جانب الأردن، كل من الدول العربيّة التالية: الإمارات العربية المتحدة، البحرين، مصر، العراق، الكويت، موريتانيا، المغرب، عُمان، فلسطين، المملكة العربية السعودية، السودان، تونس، واليمن.[66][67]
- 2 لقد أصدرت اليونسكو خلال العقود الماضية العديد من القرارات التي تُدين إسرائيل بسبب احتلالها للقدس الشرقيّة. كان من أهم تلك القرارت، البيان المُعَد من قِبَل الأردن ودولة فلسطين، الذي صادق عليه المجلس التنفيذي لليونسكو في دورته رقم 201 عام 2017 فيما أُطلق عليه اسم «بند القدس» من ضمن قرار «فلسطين المُحتَلّة»، إذ تجاوز الإدانة إلى المطالبة بإنهاء الاحتلال، كما أكد على بطلان إجراءات إسرائيل في القدس منذ عام 1967 قانونيًا واعتبارها ملغية فورًا، وبالأخص قانون القدس الذي سنّته إسرائيل عام 1980.[68]

## وصلات خارجية
- صفحة الأردن في موقع مركز التراث العالمي، يونسكو (بالإنجليزية)
- موقع مكتب اليونسكو في عمّان، الأردن
- مواقع التراث العالمي في الأردن، دائرة الآثار العامّة الأردنيّة